# Береговий сільський округ
Берегови́й сільський округ (каз. Береговое ауылдық округі, рос. Береговой сельский округ) — адміністративна одиниця у складі Теренкольського району Павлодарської області Казахстану. Адміністративний центр — село Берегове.
Населення — 1494 особи (2021; 1646 у 2009, 2228 у 1999, 3070 у 1989).
Станом на 1989 рік існувала Берегова сільська рада (села Берегове, Зелена Роща, Лугове, Осьмерижськ, Тихомировка). Село Тихомировка було ліквідоване 2015 року.

## Склад
До складу округу входять такі населені пункти:
| Населений пункт   | Старі назви | Населення, осіб (1989) | Населення, осіб (1999) | Населення, осіб (2009) | Населення, осіб (2021) |
| ----------------- | ----------- | ---------------------- | ---------------------- | ---------------------- | ---------------------- |
| Берегове, село    | -           | 1652                   | 1324                   | 1096                   | 1094                   |
| Зелена Роща, село | -           | 393                    | 262                    | 211                    | 164                    |
| Лугове, село      | -           | 198                    | 105                    | 59                     | 34                     |
| Осьмерижськ, село | -           | 595                    | 409                    | 247                    | 202                    |
| Тихомировка, село | -           | 232                    | 128                    | 33                     | -                      |